# Stacheldraht auf der Prärie

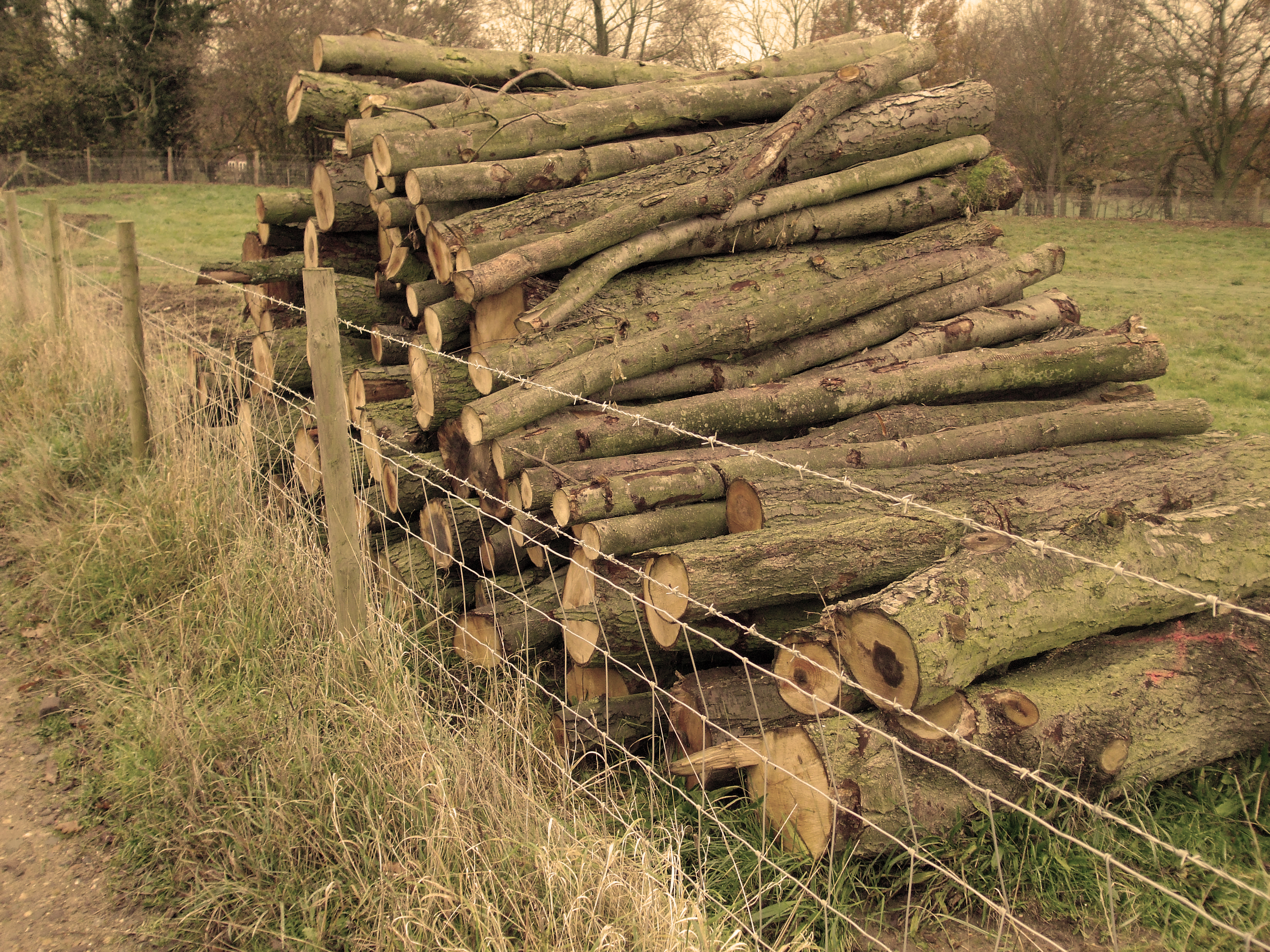
Stacheldrahtzaun

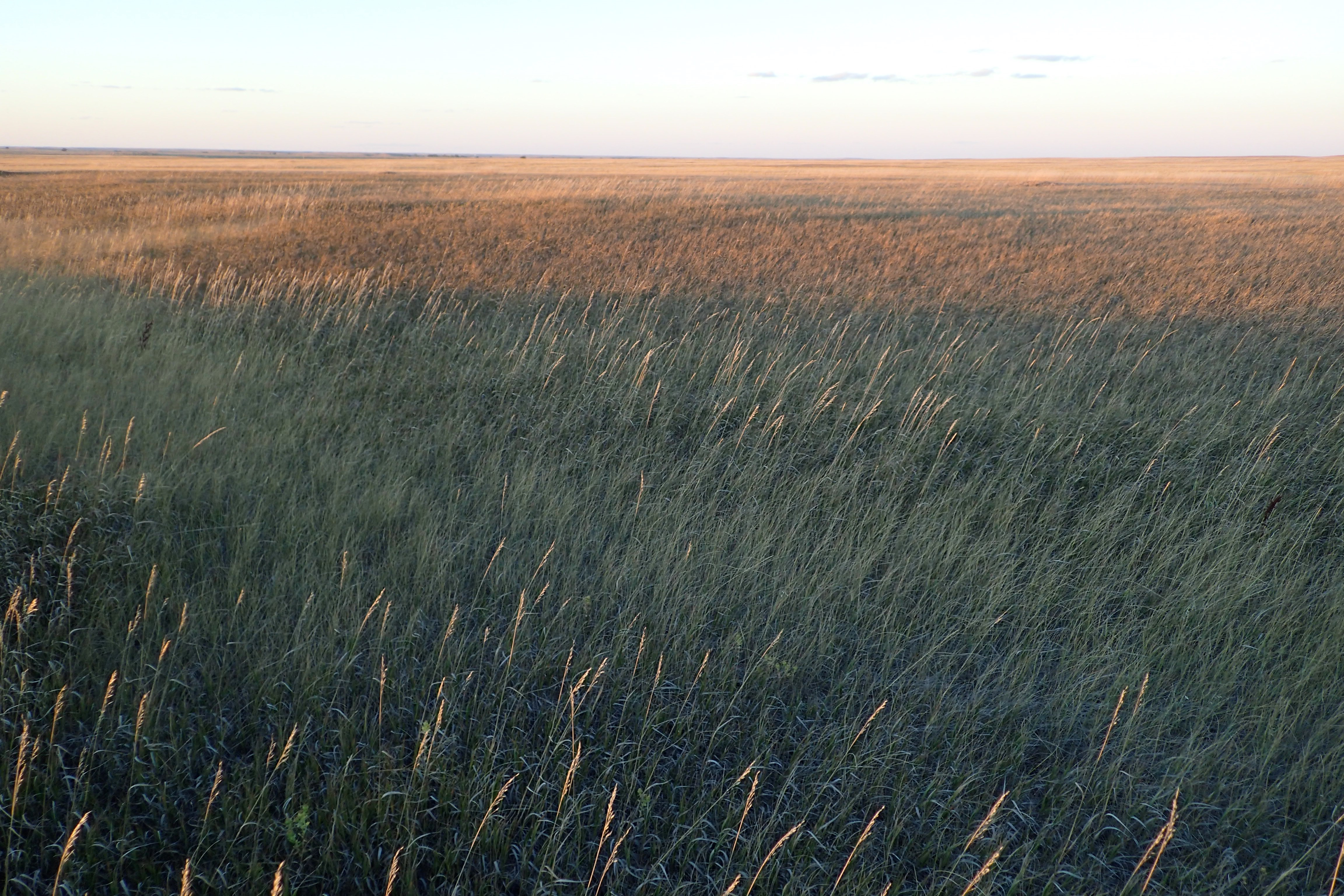
Fast unbegrenzte Weiten: Die Prärie

Stacheldraht auf der Prärie (frz.: Des barbelés sur la prairie) ist ein Album der Comicserie Lucky Luke. Es wurde von Morris gezeichnet und von René Goscinny getextet und erschien erstmals 1965.
Der Band handelt vom Konflikt der Gemüsebauern mit den Viehzüchtern um die Nutzungsrechte der Prärie. 

## Handlung
Die Prärie war lange Zeit das unbestrittene Territorium der Cowboys. Sie treiben riesige Viehherden von den saftigen Wiesen zu den Verladestationen und Schlachthöfen. Später zogen auch Farmer nach Westen um auf dem Land, das sie von der Regierung erworben hatten, Gemüse anzubauen. 
Der Farmer George ist so ein Siedler, der mit seiner Frau einen Hof inmitten einer weiten Wiese errichtet. Die Cowboys beachten das jedoch überhaupt nicht und treiben die Herde direkt über den Acker und sogar durch das Haus, worauf George sich beim Rinderzüchterbaron Cass Casey beschwert. Der jedoch verspottet ihn und will ihn gleich lynchen lassen. Lucky Luke, der zufällig im selben Restaurant sitzt, kann dazwischengehen. Weil er das Duell gegen Casey gewinnt, zieht er jetzt allerdings auch dessen Zorn auf sich. Während Luke bei George zu Gast ist, versuchen die Cowboys erneut, die Farm zu verwüsten, werden jedoch von Luke gedemütigt. 
Georges Idee, seine Farm mit Stacheldraht einzuzäunen, ist für die Rinderzüchter eine Kriegserklärung. Es ist auch gar nicht so einfach, diesen herbeischaffen zu lassen, da Casseys Männer die telegrafische Bestellung abgefangen haben und den Transport überfallen. 
Schließlich muss Luke selbst den Transport übernehmen. Das gelingt ihm nur, weil er sich als Indianer verkleidet und den Männern Casseys ein Schlafmittel als „allheilende Medizin“ verabreicht. 
Als die Farm endlich eingezäunt ist, gibt George ein Fest. Draußen warten allerdings schon die Cowboys und schneiden den Stacheldraht wieder durch und treiben eine Herde über die Farm und gleich noch über alle Nachbarfarmen auch. Auf Bitten der Siedler verspricht Luke, ihnen gegen Cassey zu helfen, worauf die nächste Runde im Konflikt an die Farmer geht. 
Nun braucht Cassey Verstärkung. Er lädt alle Rinderbarone der Umgebung zu sich nach Cow Gulch ein, um sich mit ihnen zu beratschlagen. Während im Saloon das große Gelage steigt, haben aber die Farmer die Stadt von Außen mit Stacheldraht umzäunt, so dass sich die Rinderbarone nun mit den Herden in einer belagerten Stadt wiederfinden. Weil die eingeschlossenen Rinder nichts mehr zu fressen haben, werden die Züchter zum Friedensschluss gezwungen. Überrascht stellen diese zum Schluss fest, dass Salat und Gemüse gar nicht so ungenießbar sind, wie sie immer gedacht haben. Bevor alle Beteiligten Lucky Luke aber für seinen Einsatz danken können, reitet der in den Sonnenuntergang.

## Veröffentlichung
Die Geschichte wurde erstmals 1965 im Magazin Spirou und 1967 bei Dupuis als Album veröffentlicht.
1971 erschien sie auf Deutsch als Taschenbuch in der Reihe Das Beste aus Fix und Foxi, 1974 wurde sie im Zack-Heft gedruckt und 1982 kam das Album bei Ehapa heraus (Band 34).
Die Geschichte wurde 1984 für die Lucky-Luke-Zeichentrickserie verfilmt.